# Armando Veneto
Armando Veneto (ur. 14 listopada 1935 w Aversie) – włoski polityk, prawnik, poseł do Izby Deputowanych oraz do Parlamentu Europejskiego.

## Życiorys
Z wykształcenia prawnik, ukończył studia w 1957 na Uniwersytecie w Mesynie. Praktykował od 1959 w zawodzie adwokata, był m.in. przewodniczącym komisji egzaminacyjnej przy sądzie apelacyjnym w Kalabrii. Prowadził wykłady dla aplikantów adwokackich i uczniów szkół średnich.
Działał w Chrześcijańskiej Demokracji, a po jej rozwiązaniu we Włoskiej Partii Ludowej. Od 1994 do 2001 był burmistrzem Palmi. Od 1996 jednocześnie sprawował mandat posła do Izby Deputowanych XIII kadencji. W latach 1999–2001 zajmował stanowisko sekretarza stanu w resorcie finansów.
W wyborach w 2004 kandydował z listy Popolari UDEUR do Europarlamentu. Mandat posła do PE objął w 2006, zastępując Paola Cirino Pomicino. Zasiadał w grupie EPP-ED oraz w Komisji Transportu i Turystyki. W PE zasiadał do 2009. W międzyczasie działał w innych ugrupowaniach, następnie przeszedł do Unii na rzecz Centrum.